# Raputia maroana
Raputia maroana là một loài thực vật có hoa trong họ Cửu lý hương. Loài này được (R.S.Cowan) Kallunki miêu tả khoa học đầu tiên năm 1990.